# Лопырёнок, Максим Иванович
Макси́м Ива́нович Лопырёнок (укр. Максим Іванович Лопирьонок; род. 13 апреля 1995, Днепропетровск) — украинский футболист, защитник клуба «Черноморец».

## Биография

### Ранние годы
Воспитанник днепропетровских УФК и ДЮСШ «Днепра», где его тренерами были Владимир Геращенко и Константин Павлюченко. С 2008 по 2012 года провёл в чемпионате ДЮФЛ 65 матчей, забив 8 голов.
25 июля 2012 года дебютировал в юношеской (U-19) команде днепропетровцев в выездном поединке против донецкого «Металлурга». За молодёжную (U-21) команду дебютировал 6 октября того же года в домашнем матче с киевским «Динамо». В составе команды U-21 дважды становился бронзовым призёром чемпионатов в сезонах 2013/14 и 2015/16 и один раз победителем турнира в сезоне 2014/15.

### Клубная карьера

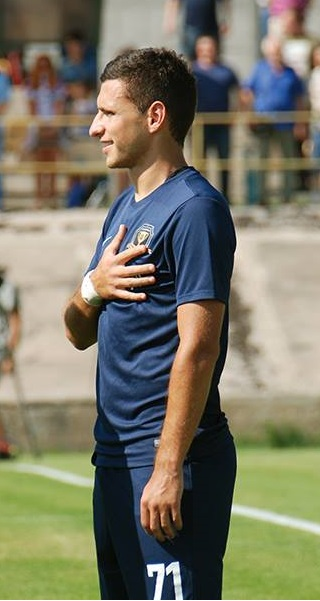
Максим в составе «Днепр-1»

26 октября 2016 года дебютировал в основном составе «Днепра» в выездной кубковой игре против черниговской «Десны», выйдя в стартовом составе, а уже 30 октября того же года дебютировал в Премьер-лиге в выездной встрече против каменской «Стали», снова выйдя в стартовом составе.
В течение 2017—2023 годов играл в клубах «Днепр-1», «Минай» и «ЛНЗ», с первыми и третьими проходил путь от второй украинской лиги до УПЛ. Также в составе «Днепр-1» был дважды участником полуфинальных матчей Кубка Украины в сезонах 2017/18 и 2018/19.
В феврале 2024 года подписал контракт с перволиговым футбольным клубом «Буковина». По завершении 2024/25 сезона покинул команду, всего за полтора сезона в составе черновицкого клуба Лопырёнок сыграл в 22-х матчах во всех турнирах.

### Сборная
19 октября 2010 года сыграл 1 матч в составе юношеской сборной Украины U-16.

## Достижения
«Днепр-1»
- Победитель Первой лиги Украины: 2018/19
- Серебряный призёр Второй лиги Украины: 2017/18

«Истиклол»
- Обладатель Кубка ФФТ: 2021

«ЛНЗ»
- Бронзовый призёр Первой лиги Украины: 2022/23

## Статистика
| Клуб     | Лига         | Сезон   | Чемпионат | Чемпионат | Кубок | Кубок | U-21 | U-21 |
| Клуб     | Лига         | Сезон   | Игры      | Голы      | Игры  | Голы  | Игры | Голы |
| -------- | ------------ | ------- | --------- | --------- | ----- | ----- | ---- | ---- |
| Днепр    | Премьер-лига | 2012/13 |           |           |       |       | 17   | 0    |
| Днепр    | Премьер-лига | 2013/14 |           |           |       |       | 20   | 0    |
| Днепр    | Премьер-лига | 2014/15 |           |           |       |       | 22   | 0    |
| Днепр    | Премьер-лига | 2015/16 |           |           |       |       | 17   | 0    |
| Днепр    | Премьер-лига | 2016/17 | 20        | 0         | 3     | 0     | 1    | 0    |
| Днепр-1  | Вторая лига  | 2017/18 | 33        | 1         | 6     | 0     |      |      |
| Днепр-1  | Первая лига  | 2018/19 | 23        | 2         | 4     | 0     |      |      |
| Днепр-1  | Премьер-лига | 2019/20 | 24        | 0         | 1     | 0     |      |      |
| Минай    | Премьер-лига | 2020/21 | 20        | 0         | 1     | 0     |      |      |
| ЛНЗ      | Вторая лига  | 2021/22 | 14        | 1         | 4     | 0     |      |      |
| ЛНЗ      | Первая лига  | 2022/23 | 20        | 1         |       |       |      |      |
| ЛНЗ      | Премьер-лига | 2023/24 | 9         | 0         | 1     | 0     |      |      |
| Буковина | Первая лига  | 2023/24 | 10        | 0         |       |       |      |      |
| Буковина | Первая лига  | 2024/25 | 7         | 0         | 5     | 0     |      |      |